# Aechmea hellae
Aechmea hellae är en gräsväxtart som beskrevs av Wilhelm Weber. Aechmea hellae ingår i släktet Aechmea och familjen Bromeliaceae. Inga underarter finns listade i Catalogue of Life.